# Deguelia spruceana
Deguelia spruceana är en ärtväxtart som först beskrevs av George Bentham, och fick sitt nu gällande namn av A.M.G.Azevedo. Deguelia spruceana ingår i släktet Deguelia, och familjen ärtväxter. Inga underarter finns listade i Catalogue of Life.